# Cairntoul
Cairntoul är ett berg i Lesotho, på gränsen till Sydafrika. Det ligger i den södra delen av landet, 160 km söder om huvudstaden Maseru. Toppen på Cairntoul är 2 560 meter över havet.
Terrängen runt Cairntoul är huvudsakligen kuperad, men österut är den bergig.  Trakten runt Cairntoul är nära nog obefolkad, med mindre än två invånare per kvadratkilometer. Det finns inga samhällen i närheten. Trakten runt Cairntoul består i huvudsak av gräsmarker.